# في شبكة العنكبوت
في شبكة العنكبوت (بالإنجليزية: In the Spider's Web)‏ هو فيلم رعب تم إنتاجه في الولايات المتحدة وصدر سنة 2007 بطولة لانس هنريكسن وإيما كاثروود.

## القصة
صدرت تعليمات للرقيب ساجان شودري لتولي مركز الشرطة في بلدة صغيرة في منطقة كاناتي في الهند. سلفه مفقود منذ أكثر من شهرين حتى الآن. ساجان يشعر بالمدينة والناس. ثم في أحد الأيام ، ذهب اثنان من القوقازيين ، أحدهما ذكر ، جون ، وأنثى ، جينا ، إلى مركز الشرطة ، طالبين مساعدته لأن أحد أصدقائهم ، جيرالدين ، قد تعرض للعض من قبل عنكبوت بوليفي ويشرف عليه الدكتور ليكوربوس . يريدون مساعدته في اصطحاب جيرالدين إلى منشأة طبية مناسبة. ساجان يأخذ سيارته الجيب ويذهب للتحقيق. بعد أن نزل من الجيب ، تم أسره وإحضاره إلى قرية بدائية تعبد العنكبوت ، والتقى بالدكتور ليكوربوس. تم إطلاق سراحه وعند الاستفسار عن جيرالدين ، قيل له إن صحتها قد تحسنت وقررت المغادرة.

## وصلات خارجية
في شبكة العنكبوت على موقع IMDb (الإنجليزية)
- في شبكة العنكبوت على موقع ألو سيني (الفرنسية)
- في شبكة العنكبوت على موقع فيلمافينيتي (الإسبانية)
- في شبكة العنكبوت على موقع قاعدة بيانات الفيلم (الإنجليزية)
- في شبكة العنكبوت على موقع ليتربوكسد (الإنجليزية)
- في شبكة العنكبوت على موقع كينوبويسك (الروسية)